# Salvatore Mannironi

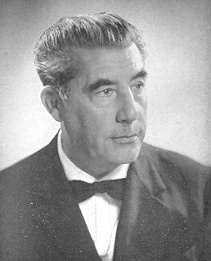
Salvatore Mannironi, 1960er Jahre

Salvatore Mannironi (* 10. Dezember 1901 in Nuoro, Provinz Nuoro, Sardinien; † 6. April 1971) war ein italienischer Politiker der Democrazia Cristiana (DC), der zwischen 1946 und 1948 Mitglied der Verfassunggebenden Versammlung (Assemblea Costituente), von 1948 bis 1968 Mitglied der Abgeordnetenkammer (Camera dei deputati) sowie zuletzt zwischen 1968 und seinem Tode 1971 Mitglied des Senats (Senato della Repubblica) war. Daneben bekleidete er von 1970 bis zu seinem Tode das Amt des Ministers für die Handelsmarine.

## Leben

### Rechtsanwalt, Abgeordneter und Unterstaatssekretär
Mannironi absolvierte nach dem Schulbesuch ein Studium der Rechtswissenschaften und war danach als Rechtsanwalt tätig. Nach dem Ende des Zweiten Weltkrieges wurde er bei den ersten Wahlen am 2. Juni 1946 für die DC im Wahlkreis XXXI Cagliari zum Mitglied der Verfassunggebenden Versammlung (Assemblea Costituente) gewählt, der er bis zum 31. Januar 1948 angehörte. Während dieser Zeit war er zwischen Juli 1946 und Januar 1948 Mitglied des Verfassungsausschusses sowie zugleich Mitglied des Zweiten Unterausschusses.
Bei den Wahlen vom 18. April 1948 wurde Mannironi für die DC zum Mitglied der Abgeordnetenkammer (Camera dei Deputati) und vertrat in dieser bis zum 4. Juni 1968 die Interessen der Provinz Cagliari. Während der ersten und zu Beginn der zweiten Legislaturperiode war er von Juni 1948 bis Februar 1954 Mitglied des Ausschusses für Finanzen und Schatz. Am 19. Januar 1954 wurde er von Ministerpräsident Amintore Fanfani in sein erstes Regierungsamt berufen und bekleidete bis zum 1. Juli 1958 im ersten Kabinett Fanfani, Kabinett Scelba, ersten Kabinett Segni sowie im Kabinett Zoli die Funktion als Unterstaatssekretär im Verkehrsministerium (Sottosegretario di Stato ai Trasporti). Während der dritten Legislaturperiode war er zwischen Juni 1958 und Mai 1963 Mitglied des Justizausschusses der Abgeordnetenkammer.
Danach war Mannironi zwischen dem 3. Juli 1958 und dem 15. Februar 1959 im zweiten Kabinett Fanfani Unterstaatssekretär im Finanzministerium (Sottosegretario di Stato alle Finanze) sowie im zweiten Kabinett Fanfani vom 19. Februar 1959 bis zum 25. März 1960 Unterstaatssekretär im Ministerium für Landwirtschaft und Forsten (Sottosegretario di Stato all’Agricoltura e Foreste), ehe er zwischen dem 2. April und dem 26. Juli 1960 im Kabinett Tambroni Unterstaatssekretär im Ministerium für Arbeit und Sozialversicherung (Sottosegretario di Stato al Lavoro e Previdenza Sociale). Im dritten Kabinett Fanfani bekleidete er vom 28. Juli 1960 bis zum 21. Februar 1962 die Funktion als Unterstaatssekretär im Ministerium für die Handelsmarine (Sottosegretario di Stato alla Marina Mercantile) sowie anschließend zwischen dem 24. Februar 1962 und dem 21. Juni 1963 im vierten Kabinett Fanfani als Unterstaatssekretär im Justizministerium (Sottosegretario di Stato alla Giustizia). Zu Beginn der vierten Legislaturperiode gehörte er zwischen Juli 1963 und Januar 1964 dem Verkehrsausschuss der Abgeordnetenkammer als Mitglied an.
Mannironi war zwischen dem 8. Dezember 1963 und dem 23. Februar 1966 Unterstaatssekretär im Ministerium für Verkehr und Zivilluftfahrt (Sottosegretario di Stato ai Trasporti e Aviazione Civile) im ersten und zweiten Kabinett Moro. Darüber hinaus war er von Januar 1965 bis Juni 1968 wieder Mitglied des Justizausschusses der Abgeordnetenkammer.

### Senator und Minister
Bei den Wahlen vom 19. April 1968 wurde Mannironi für die DC zum Mitglied des Senats (Senato della Repubblica) gewählt, in dem er bis zu seinem Tode am 6. April 1971 die Interessen der Region Sardinien vertrat. Während seiner Senatszugehörigkeit war er zwischen Juni 1968 und April 1970 Mitglied des Ständigen Justizausschusses des Senats. Daneben war er von Januar bis August 1969 Sekretär des Parlamentarischen Ausschusses für die Untersuchung des Phänomens der Mafia.
Im zweiten Kabinett Rumor war er zwischen dem 7. August 1969 und dem 26. März 1970 zunächst Unterstaatssekretär im Ministerium für die Handelsmarine, ehe er zuletzt vom 27. März 1970 bis zu seinem Tode am 6. April 1971 im dritten Kabinett Rumor sowie im Kabinett Colombo selbst Minister für die Handelsmarine (Ministro della marina mercantile) war. Gleichzeitig gehörte er von April 1970 bis zu seinem Tode im April 1971 dem Ständigen Senatsausschuss für öffentliche Arbeiten, Verkehr, Post, Telekommunikation und Handelsmarine als Mitglied an. Nach seinem Tode wurde am 10. April 1971 Senator Gioacchino Attaguile neuer Minister für die Handelsmarine.